# Kostelec (Fulnek)
Kostelec (německy Hochkirch) je malá jednoulicová vesnice, část města Fulneku v okrese Nový Jičín. Nachází se asi 2 km na severovýchod od Fulneku jihovýchodně od blízké vesnice Děrné, do jejíhož katastru náleží. Prochází zde silnice I/47. V roce 2009 zde bylo evidováno 39 adres. V roce 2001 zde trvale žilo 85 obyvatel .

## Historický přehled
Vesnice vznikla roku 1786 na parcelách zrušeného klášterního dvora . Jedná se zřejmě o typickou raabizační osadu vzniklou rozparcelováním klášterního majetku. Raabizační osady byly zakládány z podnětu rakouského ekonoma Františka Antonína Raaba, vrchního ředitele komorních (císařských) a bývalých jezuitských statků v Čechách, ve 2. polovině 18. století. Vznikaly parcelací půdy komorních, klášterních a městských velkostatků a později i některých šlechtických statků. Vyznačují se velmi pravidelným půdorysem a pravidelným členěním plužiny (polností).